# 比奥斯卡
比奥斯卡，是西班牙加泰罗尼亚莱里达省的一个市镇。 总面积66平方公里，总人口238人（2001年），人口密度4人/平方公里。